# المرأة في سوريا
النساء في سوريا يشكلن 49.4% من سكان سوريا، وهن مشاركات فاعلات ليس فقط في الحياة اليومية، ولكن أيضًا في المجالات الاجتماعية والسياسية.

## تاريخ
في القرن العشرين ، تطورت حركة من أجل حقوق المرأة في سوريا، تتألف إلى حد كبير من نساء الطبقة العليا المثقفات. في عام 1919، أسست نازك العبد منظمة «نور الفيحاء»، وهي أول منظمة نسائية في المدينة، إلى جانب مطبوعة تابعة لها تحمل الاسم نفسه. حصلت على رتبة جنرال فخري في الجيش السوري بعد قتالها في معركة ميسلون، وفي عام 1922 أسست الهلال الأحمر السوري. في عام 1928، نشرت النسوية اللبنانية-السورية نظيرة زين الدين، وهي من أوائل الأشخاص الذين أعادوا تفسير القرآن بشكل نقدي من منظور نسوي، كتابًا يدين إرتداء الحجاب، بحجة أن الإسلام يتطلب معاملة المرأة على قدم المساواة مع الرجل. في عام 1930، استضافت دمشق المؤتمر النسائي الشرقي الأول.
في عام 1963، تولى حزب البعث السلطة في سوريا، وتعهد بالمساواة الكاملة بين المرأة والرجل وكذلك المشاركة الكاملة في القوى العاملة للنساء.
في عام 1967، شكلت المرأة السورية منظمة شبه حكومية تسمى الاتحاد العام للمرأة السورية، وهو تحالف من جمعيات رعاية المرأة والجمعيات التربوية والمجالس التطوعية بهدف تحقيق تكافؤ الفرص للمرأة في سوريا.
شهد عام 2011 بداية الحرب الأهلية السورية، حيث وقع العديد من المدنيين ضحايا لهجمات استهدفت المستشفيات والمدارس والبنية التحتية. فرضت الجماعات المتمردة المتطرفة، مثل جبهة النصرة وداعش، سياسات صارمة تقيد حريات النساء في المناطق التي يسيطرون عليها.
بعد اندلاع الحرب الأهلية انضمت بعض السوريات إلى وحدات اللواء النسائي في الجيش العربي السوري،  حزب الاتحاد الديمقراطي، والدولة الإسلامية في العراق والشام، أخذوا أدوارًا مثل القناصين، أو وحدات الخطوط الأمامية، أو الشرطة.

## الحقوق القانونية
بينما طورت سوريا بعض السمات العلمانية إلى حد ما خلال فترة الاستقلال في النصف الثاني من القرن العشرين، إلا أن قانون الأحوال الشخصية لا يزال قائمًا على الشريعة ويتم تطبيقه من قبل المحاكم الشرعية. لدى سوريا نظام قانوني مزدوج يشمل كلا من المحاكم العلمانية والدينية. عقود الزواج بين العريس ووالد العروس، والقانون السوري لا يعترف بمفهوم الاغتصاب الزوجي.
يُسمح للمرأة السورية قانونًا بالمشاركة في الحياة اليومية، على الرغم من عدم ضمان مكان لها في كونها جزءًا من الفئات السياسية والاجتماعية والثقافية والاقتصادية. عمر الزواج الشرعي للإناث في سوريا هو سبعة عشر عامًا بينما هو ثمانية عشر عامًا للذكور. يُسمح للمرأة تقنيًا أن يكون لها رأي في الاتفاقات المبرمة بينها وبين العريس. على الرغم من أنه يجب توقيع هذا العقد من قبل العريس وولي أمر العروس، نادرًا ما يتم تلبية رغباتها. من ناحية أخرى، بالنسبة للزواج، فإن قوانين الطلاق فريدة من نوعها في سوريا. في الواقع، يُسمح للمرأة بتقديم طلب الطلاق إلا أنها عملية طويلة الأمد ويجب عليها الحصول على موافقة زوجها. هناك بعض الظروف التي يمكن للمرأة أن تطلب فيها الطلاق من خلال النظام القضائي. للقيام بذلك، يجب أن تثبت أن زوجها أساء إليها أو أهمل واجباته الأخرى كزوج. إذا أراد الرجل تطليق امرأة، فكل ما عليه فعله هو الذهاب إلى المحكمة وطلب الطلاق شفهياً ثلاث مرات، ثم تأمره المحكمة بالطلاق.

## التعليم
يبدأ التعليم المبكر في سوريا في سن السادسة وينتهي في سن الثامنة عشرة. في الجامعات السورية، يحضر الرجال والنساء نفس الفصول الدراسية. بين عام 1970 وأواخر التسعينيات، زاد عدد الإناث في المدارس بشكل كبير. وشملت هذه الزيادة سنوات الدراسة المبكرة، إلى جانب مدارس المستوى الأعلى مثل الجامعات والتعليم العالي. على الرغم من زيادة عدد النساء، لا تزال هناك خمس وتسعون امرأة مقابل كل مائة رجل. على الرغم من أن العديد من النساء يذهبن إلى المدرسة، إلا أن معدل الهدر المدرسي للنساء أعلى بكثير من الرجال.
معدل الإلمام بالقراءة والكتابة لدى النساء 74.2 في المائة و 91 في المائة للرجال. وتبلغ نسبة الإناث الحاصلات على تعليم ثانوي فوق 25 سنة 29.0٪.

## السياسة
في سوريا، سُمح للنساء لأول مرة بالتصويت وحصلن على حق الاقتراع العام في عام 1953. في الخمسينيات، ترشحت ثريا الحافظ لمجلس النواب، لكنها لم تُنتخب. بحلول عام 1971، شغلت النساء أربعة مقاعد من أصل 173 مقعدًا.
الرئيس الحالي لسوريا رجل. هناك أيضًا نائبان للرئيس (بما في ذلك نائبة الرئيس نجاح العطار منذ عام 2006)، ورئيس الوزراء ومجلس الوزراء. اعتبارًا من عام 2012، شغل الرجال في مجلس الشعب الوطني 88% من المقاعد بينما احتلت النساء 12٪. ترأست مجلس الشعب السوري سابقاً المتحدثة باسم مجلس الشعب هدية خلف عباس، وهي أول امرأة تتولى هذا المنصب.
شغلت بثينة شعبان، مستشارة سياسية وإعلامية للرئيس السابق الأسد، منصب أول وزيرة للمغتربين في الجمهورية العربية السورية، بين عامي 2003 و 2008، وقد وصفت بأنها وجه الحكومة السورية للعالم الخارجي.
تشكل النساء السوريات حوالي 30٪ من بين ممثلي المجتمع المدني من بين 150 عضوًا في اللجنة الدستورية السورية، التي شكلها مبعوث  الأمم المتحدة إلى سوريا في عام 2019 ضمن مفاوضات حلو الأزمة السورية. تجلس العديد من النساء السوريات المعروفات، مثل الأكاديمية بسمة قضماني وصباح حلاق من رابطة النساء السوريات، وأستاذة القانون أمل اليازجي أو القاضية إيمان شحود، في هيئة الصياغة «الصغيرة» المؤثرة في اللجنة.

## الدور في الاقتصاد والجيش
في عام 1989، أصدرت الحكومة السورية قانونًا يلزم المصانع والمؤسسات العامة بتوفير رعاية للأطفال في الموقع.
ومع ذلك، فإن مشاركة المرأة في القوة العاملة منخفضة؛ وفقًا للبنك الدولي، اعتبارًا من عام 2014، شكلت النساء 16.4% من القوى العاملة.
لا يتم تجنيد النساء في الجيش، ولكن يجوز لهن الخدمة طواعية. الميليشيات النسائية في سوريا تتدرب على القتال من أجل الرئيس السوري آنذاك بشار الأسد. تم العثور على مقطع فيديو يعود إلى الثمانينيات مع مجندات يظهرن فخرهن وحمايتهن تجاه والد الأسد. «نظرًا لأن النساء نادرًا ما يشاركن في الجانب المسلح للثورة، فمن غير المرجح أن يتم توقيفهن أو تفتيشهن أو مضايقتهن عند نقاط التفتيش الحكومية. وقد ثبت أن هذا أمر حاسم في توزيع المساعدات الإنسانية في جميع أنحاء سوريا».

## صحة المرأة
بين عامي 2010 و 2015، بلغ متوسط العمر المتوقع عند الولادة للنساء في سوريا 77.7 سنة مقابل 74.5 سنة للرجال.

## الجرائم ضد المرأة

### جرائم الشرف
تحدث جرائم الشرف في سوريا في المواقف التي يُعتقد فيها أن المرأة قد جلبت العار إلى الأسرة، مما أثر على «سمعة» الأسرة في المجتمع. تشير بعض التقديرات إلى أن أكثر من 200 جريمة شرف تحدث كل عام في سوريا.

### الزواج القسري وزواج الأطفال
أدى الصراع في سوريا إلى زيادة حالات زواج الأطفال. دفعت الظروف المعيشية القاسية وانعدام الأمن والخوف من الاغتصاب العائلات إلى إجبار بناتها على الزواج المبكر. نتيجة للزواج المبكر، يُمنع العديد من الفتيات في سوريا من إكمال دراستهن، لأنه عندما تتزوج الفتاة لا يتوقع منها إلا أن تكون زوجة صالحة وأمًا صالحة أيضًا. يمكن أن يؤثر زواج الأطفال بشكل سيء على الصحة الجسدية والعقلية. يمكن أن يكون الضرر الجسدي مرتبطًا بإنجاب الأطفال خاصة بالنسبة للنساء دون سن 18 عامًا وإمكانية عدم القدرة على الإنجاب في وقت لاحق من الحياة، وفي الحالات القصوى يمكن أن يؤدي إلى الوفاة. يمكن تعريف العوامل النفسية على أنها صعوبات في التفاعل مع الزوج أو عدم وجود وعي كاف عن الحياة الزوجية ومسؤولياتها.

### العنف المنزلي
تم العثور على الإيذاء الجسدي (الضرب 3 مرات على الأقل في العام الماضي) في 23% من النساء الخاضعين للتحقيق في عام 2003، و 26% بين النساء المتزوجات. تم العثور على سوء المعاملة المنتظم (الضرب مرة واحدة على الأقل أسبوعيا) في 3.3% من النساء المتزوجات، مع عدم وجود إساءة منتظمة تم الإبلاغ عنها من قبل النساء غير المتزوجات. كان انتشار الاعتداء الجسدي بين سكان الريف 44.3% مقارنة بـ 18.8% بين سكان المدن. في معظم الحالات (87.4٪) يكون الإساءة من قبل الزوج، وفي 9.5% من الحالات تم الإساءة من قبل أكثر من شخص. وكانت علاقات الاعتداء الجسدي مرتبطة بتعليم المرأة، والدين، والعمر، والحالة الاجتماعية، والحالة الاقتصادية، والاضطراب العقلي، والتدخين، والإقامة.

## مناطق سيطرة الميليشيات الكردية في شمال شرق سوريا
مع الحرب الأهلية السورية، اكتسبت منطقة الوجود الكردي في شمال سوريا حكمًا ذاتيًا بحكم الواقع مثل الإدارة الذاتية لشمال وشرق سوريا، حيث كان الفاعل السياسي الرئيسي هو حزب الاتحاد الديمقراطي التقدمي. تمتلك المرأة الكردية عدة منظمات مسلحة وغير مسلحة، ويعد تعزيز حقوق المرأة محور تركيز رئيسي في الأجندة السياسية والمجتمعية. لعبت المقاتلات الكرديات في وحدات حماية المرأة (YPJ) دورًا رئيسيًا خلال حصار عين العرب وفي إنقاذ الإيزيديات المحاصرات في جبل سنجار.
القوانين المدنية في سوريا صالحة في منطقة الإدارة الذاتية، ما دامت لا تتعارض مع ما يسمى مبادئ حزب الاتحاد الديمقراطي الكردي. أحد الأمثلة البارزة على التعديل هو قانون الأحوال الشخصية، في سوريا لا يزال قائمًا على الشريعة الإسلامية، حيث أدخلت الإدارة الذاتية القانون المدني وأعلنت المساواة المطلقة للمرأة بموجب القانون وتم فرض حظر على الزواج القسري وكذلك تعدد الزوجات، بينما كان زواج القاصرات محظورًا أيضًا. لأول مرة في التاريخ السوري، يتم السماح بالزواج المدني والترويج له، وهو تحرك مهم نحو مجتمع علماني مفتوح وتزاوج بين أشخاص من خلفيات دينية مختلفة.
وتستند الجهود القانونية للحد من حالات زواج القاصرات وتعدد الزوجات وجرائم الشرف من خلال حملات توعية عامة شاملة. يتم إنشاء بيت نسائي في كل بلدة وقرية. وهي مراكز مجتمعية تديرها نساء، وتقدم الخدمات للناجيات من العنف المنزلي والاعتداء الجنسي وأشكال الأذى الأخرى. وتشمل هذه الخدمات الإرشاد والوساطة الأسرية والدعم القانوني وتنسيق البيوت الآمنة للنساء والأطفال. كما يتم تقديم دروس حول الاستقلال الاقتصادي وبرامج التمكين الاجتماعي في دور المرأة.
يُطلب من جميع الأجهزة الإدارية في منطقة الإدارة الذاتية أن يكون لها رؤساء مشاركون من الذكور والإناث، ويجب أن يكون 40 في المائة من أعضاء أي هيئة إدارية في المنطقة من الإناث. تُقدَّر نسبة 25 في المائة من قوة شرطة آسايش من النساء، ويوصف الانضمام إلى الأسايش في وسائل الإعلام الدولية بأنه عمل هائل من التحرر الشخصي والمجتمعي من خلفية أبوية للغاية، للنساء من أصول عرقية كردية وعربية  على حد سواء.
إن الأجندة السياسية لحزب الاتحاد الديمقراطي المتمثلة في «محاولة كسر القواعد الدينية والقبلية القائمة على الشرف والتي تحصر النساء» مثيرة للجدل في الأوساط المحافظة في المجتمع.

## النساء البارزات
- رشا يونس الحلح، عضو لجنة دستورية ومحامية مستقلة، ناشطة في المجتمع المدني السوري
- هدية خلف عباس، رئيسة مجلس الشعب السوري (بين عامي 2016 و2017).[43]
- آسيا عبد الله هي الرئيسة المشاركة لحزب الاتحاد الديمقراطي (PYD)، الحزب السياسي الرائد في منطقة الحكم الذاتي.
- أسماء الأسد، سيدة سوريا الأولى سابقًا وزوجة الرئيس السابق بشار الأسد.
- نجاح العطار، نائبة الرئيس السوري (منذ 2006).
- رندة قسيس، رئيسة منصة أستانا للمعارضة السورية.
- سهير الأتاسي، نائبة رئيس حكومة المعارضة.[44]
- سمر الديوب، كاتبة وناقدة أدبية
- خولة دنيا، ناشطة وشاعرة معارضة
- إلهام أحمد هي الرئيسة المشاركة لمجلس سوريا الديمقراطية.
- سميرة خليل، معارضة
- إلفة الإدلبي، روائية.
- أصالة نصري، فنانة موسيقية
- رشا عمران، شاعرة
- بثينة شعبان، مستشارة بشار الأسد السياسية ووزيرة المغتربين السابقة
- منى واصف، ممثلة مسرحية وتلفزيونية وسينمائية.
- هدية يوسف، هي مقاتلة سابقة ورئيسة مشاركة للجنة التنفيذية للإدارة الذاتية الكردية.
- رزان زيتونة، محامية وناشطة في مجال حقوق الإنسان.